# Polski Fiat

Logotipo de la Polski Fiat

Polski Fiat fue una marca, ahora inexistente, de coches de origen polaco construidos bajo licencia de la Fiat S.p.A.. 

## Historia
La compañía se formó en 1932, cuando el Gobierno polaco firmó un acuerdo con Fiat S.p.A. para la producción de vehículos y en la asistencia para las obras de montaje de las plantas de producción de componentes e ingeniería de desarrollo por parte del antiguo gobierno polaco en unos terrenos especialmente apartados en la ciudad de Varsovia. Los coches de primera serie fueron vendidos y mantenidos por la nueva firma polaca/italiana surgida tras dicho acuerdo entre el gobierno polaco y la empresa Fiat S.A., la Polski Fiat. Los primeros coches que salieron de dichas líneas de producción fueron montados con partes italianas (como el modelo 508/1). Desde los años 30 hasta mediados de los 50 la fábrica comenzó a producir la totalidad de los componentes de sus coches.
El nombre y la sociedad creada dejaron de existir tras el estallido de la Segunda Guerra Mundial, cuando la fábrica fue ocupada por los alemanes en 1939. Tras su liberación y hasta 1947, la planta permaneció bajo labores de reconstrucción.
Para los inicios de la década de los 50, la producción de coches de dicha marca había cesado de manera estrepitosa, reanudándose con la reaparición de coches como el Fiat Polski 125p en 1965, y su continuación, el FSO Polonez; en 1978. En la década de los 80, el Fiat Polski 126p mantuvo la producción de coches de la marca italiana con el uso de la marca Fiat Polski, pero con la caída del comunismo en los años 90, las plantas de Zerán y Bielsko-Biala pasaron a ser propiedad de un constructor surcoreano hasta su extinción en el 2011, y la planta en Tychy fue adquirida por la Fiat y es la más grnade del conglomerado en Polonia hasta el momento.

## Producción
La planta ha fabricado principalmente modelos tales como:

### Preguerra
- Fiat Polski 508/III Junak - Un modelo de coche compacto.[1]
- Fiat Polski 518 Mazur - Un modelo de automóvil para la clase media[1]
- Fiat Polski 618 Grom - Camiones de carga con capacidades de hasta 1,5 t[1]
- Fiat Polski 621L - Camiones de carga con capacidades de hasta 2,5 toneladas, chasis para el servicio de autobuses de transporte público (en la variante 621R)[1]

También se produjeron varios modelos de camperos de usos militares especiales:
- Fiat Jeep 508[1]
- Fiat Jeep 518[1]
- Fiat 508/518[1]

### Posguerra
Con la renovación de los acuerdos firmados, la producción se basó prácticamente en dos modelos:
- Fiat Polski 125p (1965 - 1991)
- Fiat Polski 126p (1973 - 2001)
- Fiat Polski 127p (1978 - 1988)

Del primer coche en el listado se derivó un coche producido localmente, el FSO Polonez, y en el año de 1983, tras el vencimiento del acuerdo entre la Fiat y la fábrica FSO, el coche pasó a denominarse como FSO 1500/16000.